# Região de transição solar
A região de transição solar é a região da atmosfera do Sol localizada entre a cromosfera e a coroa solar. É visível do espaço através do uso de telescópios sensíveis ao ultravioleta. É importante porque é a região de várias transições físicas, não relacionadas entre si:
- Abaixo da região de transição, gravidade domina o formato da maioria das características solares, enquanto que acima, forças dinâmicas são responsáveis pelo formato da maioria das características das regiões exteriores da atmosfera solar.
- Abaixo da região de transição, a maior parte do hélio não é ionizado; acima, torna-se totalmente ionizado. A ionização do hélio diminui a capacidade de resfriamento do plasma nas regiões exteriores da atmosfera solar, sendo uma possível razão do rápido aumento de temperatura entre o topo da cromosfera (20 000 K) e a base da coroa solar (1 000 000 K).[1]
- Abaixo da região de transição, pressão de gases e dinâmica de fluidos dominam a moção e o formato das estruturas, acima, forças magnéticas dominam.